# Olivet cendré
De Olivet cendré of cendré d’Olivet is een Franse kaas uit Olivet, aan de oever van de rivier de Loire. De aanduiding cendré komt van het Franse woord voor 'bewerken met as' (cendre is Frans voor as).
De Olivet cendré wordt met name gemaakt van de koemelk in het voorjaar, wanneer de melk de volste smaak heeft. De koeien staan dan weer net in de rijke weides aan de oevers van de rivier. De smaak van de kaas is namelijk vrij delicaat en wordt voor een groot deel bepaald door de kwaliteit van de melk.
De kaas rijpt minimaal een maand (optimaal 2 maanden) onder houtskoolas, vroeger met name in de as van de snoeiresten van de wijnranken. De kaas werd in de as bewaard om hem vervolgens in de oogsttijd te kunnen nuttigen. De kaas krijgt door de as een grijze korst en heeft een aangename grondachtige geur.